# Anæstesiologi
Anæstesiologi er et medicinsk speciale, der omfatter blandt andet anæstesi, smertebehandling, sedation samt understøttelse af livsvigtige funktioner - særligt før, under og efter en operation. I Danmark er specialet organiseret i fire søjler: anæstesi, intensivterapi, smertebehandling samt en søjle bestående af akutbehandling, traumebehandling, præhospitalbehandling og katastrofemedicin. En læge, der er uddannet inden for anæstesi, kaldes for en anæstesiolog. En sygeplejerske, der er uddannet inden for anæstesi, kaldes for en anæstesisygeplejerske.